# Phalaenoides polysticta
Phalaenoides polysticta là một loài bướm đêm trong họ Noctuidae.